# Six Pack
Six Pack fue el nombre de una banda de pop que se inició en el año 2005 con las grabaciones de la miniserie juvenil Karkú transmitido por los canales "Nickelodeon" y TVN. En medio de los éxitos radiales, lanzaron su videoclip en MTV, dando un segundo golpe de su álbum debut homónimo. Obtuvieron un Premio MTV en la categoría "Mejor Artista Nuevo Centro". En 2007 lanzaron su sencillo titulado "Cada vez" (tema introductorio de la serie). Raquel Calderón y Vicente Muñoz, abandonaron el grupo por diferencias con la productora "MY FRIEND", la cual fue la misma razón de que abandonaran la serie.

## Biografía
En la Teletón 2007, Six Pack se presentó junto a los otros grupos de series juveniles de Chile: Bakán y Amango. Six Pack estuvo en el bloque infantil llamado "Levántate papito" cantando "Cada vez", luego estuvieron en el cierre en el Estadio Nacional cantando un mix de "Cada vez" y "Chico malo"
El 17 de enero de 2008, se oficializó a través de un comunicado de prensa de los organizadores, la participación del grupo en el XLIX Festival Internacional de la Canción de Viña del Mar. La banda pop se presentó con 3 canciones "Los chicos no lloran" , "Cada vez" y "Chico malo".

## Integrantes
- Constanza Piccoli Molina (2005-2010) (Emilia en Karkú)
- Raquel Calderón (2005-2008) (Fernanda en Karkú)
- Vicente Muñoz (2005-2008) (Alex en Karkú)
- Luciana Echeverría (2005-2009) (Valentina en Karkú)
- César Morales (2005-2009) (Martín en Karkú)
- Ignacio Sepúlveda (2005-2010) (Zico en Karkú)
- Constanza Herrero (2008-2010) (Dana en Karkú)
- Nicolás Guerra  (2009-2010) (Chris en Karkú)

## Discografía

### Álbumes de estudio
- 2007: SixPack
- 2009: Up

### Sencillos
| Año  | Título           | Máxima posición | Álbum   |
| Año  | Título           | CHI             | Álbum   |
| ---- | ---------------- | --------------- | ------- |
| 2007 | «Chico malo»     | 7               | SixPack |
| 2007 | «Cada vez»       | 1               | SixPack |
| 2008 | «Amiga del alma» | 3               | SixPack |
| 2009 | «Huracanes»      | 1               | Up      |
| 2009 | «Up»             | 1               | Up      |

## Premios y nominaciones
| Año  | Premio                            | Categoría                              | Resultado |
| ---- | --------------------------------- | -------------------------------------- | --------- |
| 2007 | Teletón 2007                      | Galardón Teletón 2007                  | Ganadores |
| 2007 | Premios TVGRAMA                   | Mejor Serie                            | Nominados |
| 2007 | Premios MTV                       | Mejor Artista Nuevo Centro             | Ganadores |
| 2007 | Premios Principales 2007 (España) | Mejor grupo chileno                    | Ganadores |
| 2007 | BKN Awards 2007                   | Canción más BKN                        | Nominados |
| 2007 | BKN Awards 2007                   | Banda musical más BKN                  | Nominados |
| 2008 | Premios TVGRAMA                   | Mejor serie (Karkú "Ir más lejos")     | Nominados |
| 2009 | Premios Orgullosamente Latino     | Video Latino del año                   | Nominados |
| 2009 | Premios Orgullosamente Latino     | Canción Latina del año                 | Nominados |
| 2009 | Premios Orgullosamente Latino     | Grupo Latino del año                   | Ganadores |
| 2010 | Premios TVGRAMA                   | Mejor serie (Karkú, "Nuevos desafíos") | Nominados |